# JR四國1500型柴聯車
JR四國1500型柴聯車是由日本四国旅客鐵道（JR四国）自2006年以来使用的柴聯車（可單節運轉）。

## 概要
本型車是為了替換從國鐵時期的KiHa58型區間用柴聯車而設計，也是JR四國繼1000型柴聯車以後第二種新造車。內外裝由富士重工（現為富士テクノサービスTugデザイン事業部）設計，而由新潟運輸系統製造；設計時考慮到環保與無障礙需求。自2006年開始行駛德島地區的通勤列車，到2014年第八批次（1568、1569）交車之後告一段落。
除第七批次為近畿車輛製造以外，本型車主要由新潟運輸系統製造。

## 設計（第一至第六批次）

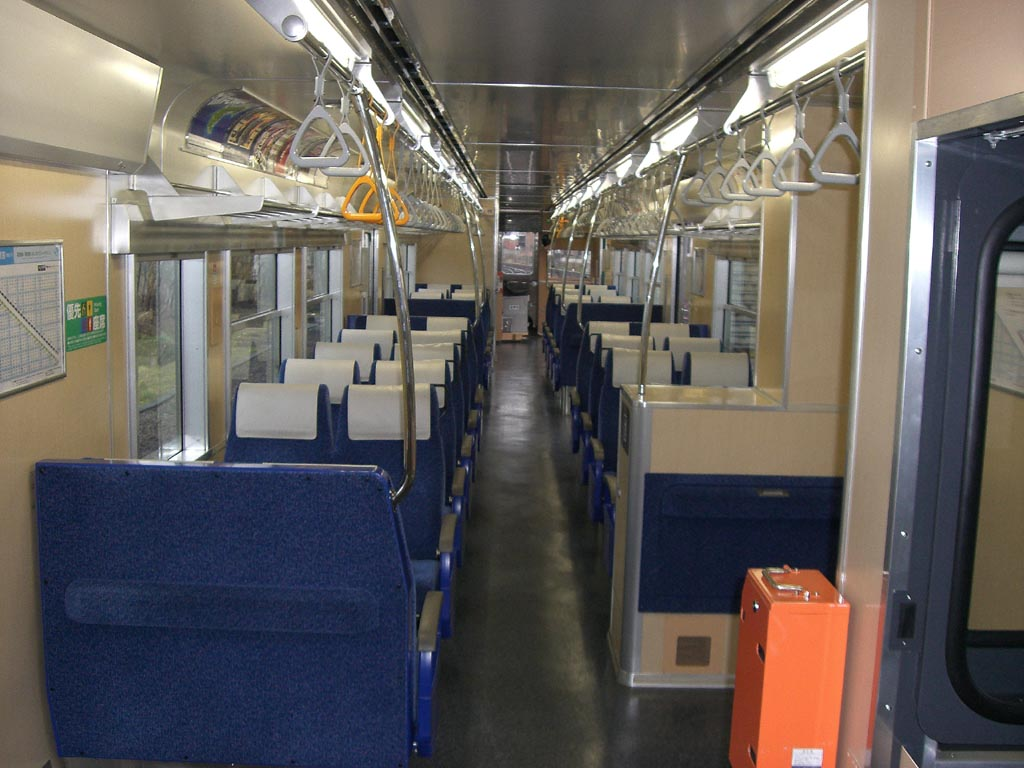
1500型的內裝 （2007年3月25日 / 高徳線 引田）
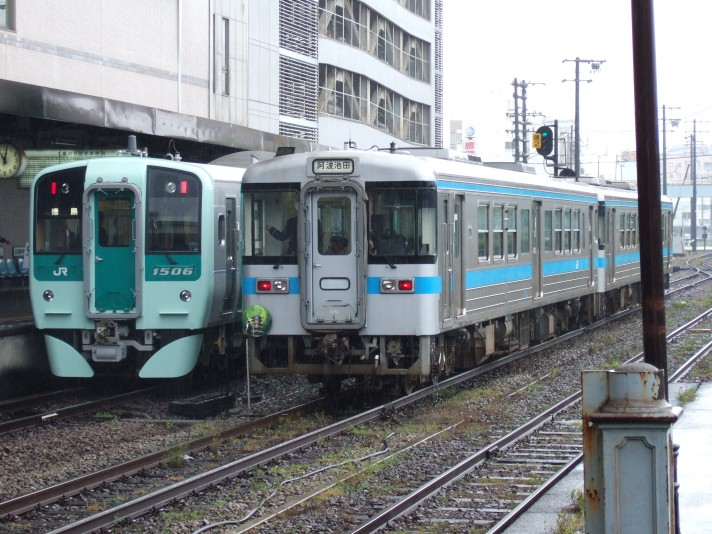
1500型（左）與1000型（右） 聯結器形狀不同 （2006年5月13日 / 徳島）
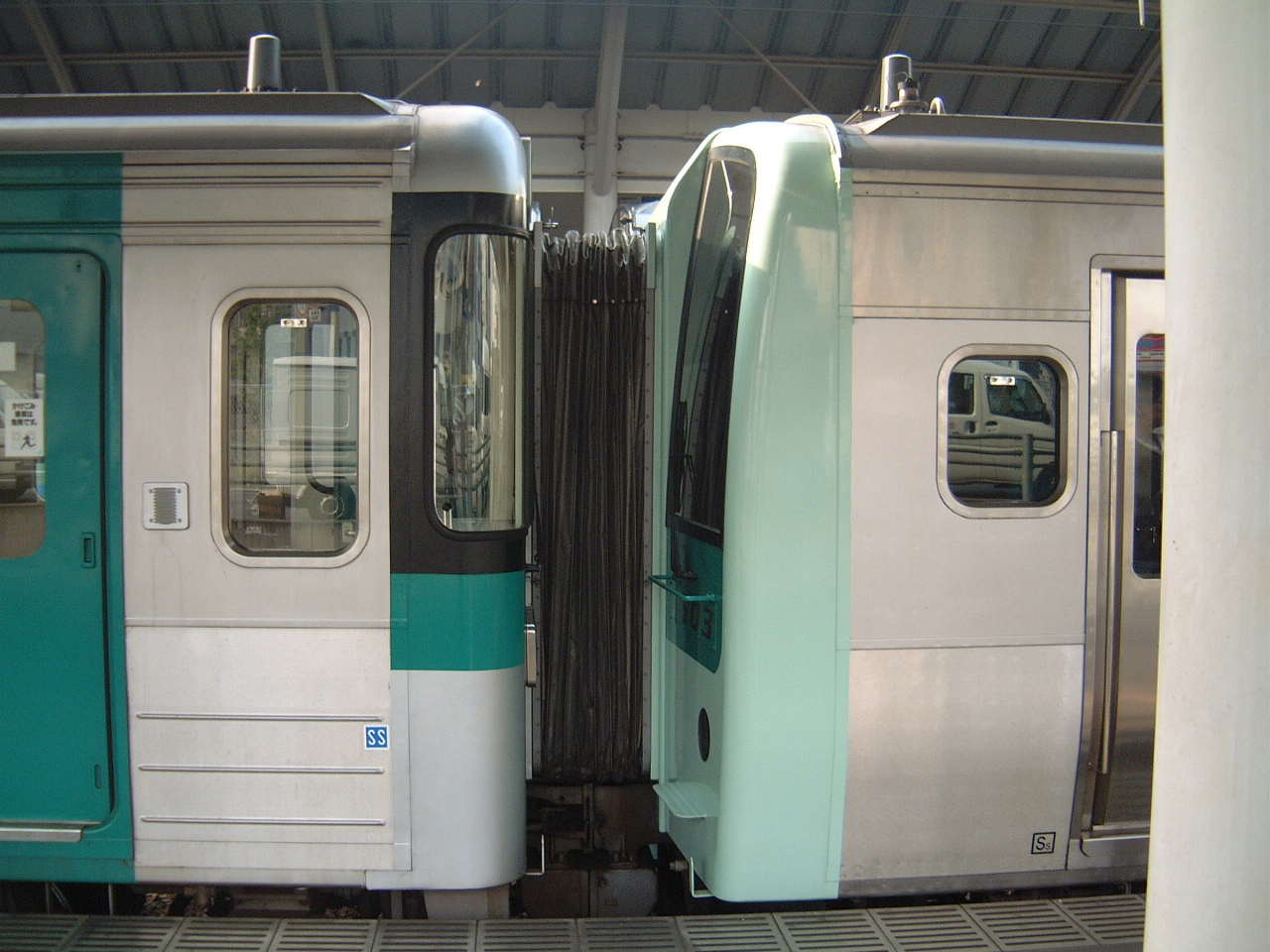
與1200型聯結 （2007年5月3日）
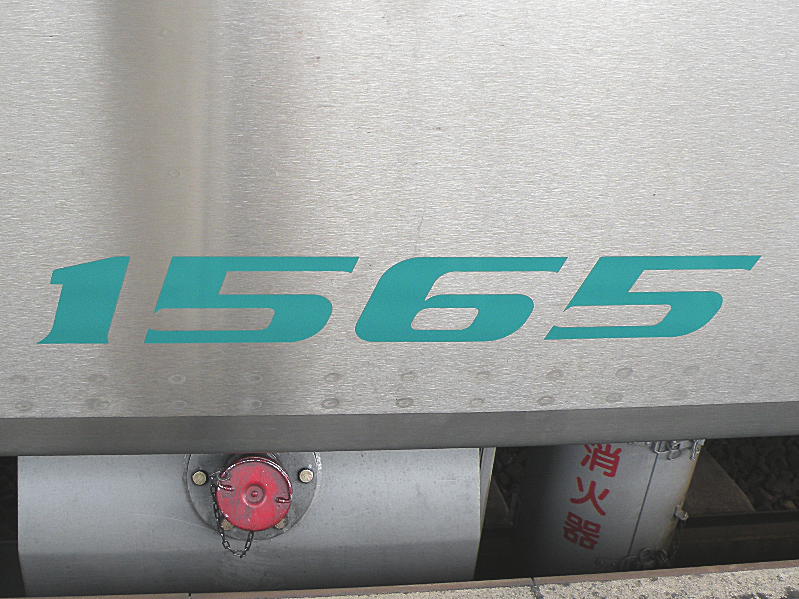
1500型的車號 （2012年4月8日）

車體
不鏽鋼輕量化車體，全長21公尺，兩端各有一個駕駛室，端面為普通鋼製，有貫通門。車窗及目的地顯示器旁採黑色處理，也是211型電聯車與6000型電聯車的風格，端面上方，貫通門兩側略代傾斜。側面窗戶為兩段式，只有上段可以開閉。
塗裝方面，端面鋼製以若葉色為基底，窗旁為黑色，窗下和貫通門為綠色。側面的乘客門也是綠色。車號字體採用Serpentine的粗體字。端面底部的排障器（裙邊）分為左右兩部分，形狀大致上呈三角形但到有弧邊。
每側有三個單門推拉門供乘客上下車，門旁有開關門的按鈕和單人操作的指示燈。目的地顯示器在側面。考慮到無障礙設計，車廂地板高度為1100毫米，比1000型低80毫米。與站台的高度差較小，取消了乘客門的台階。乘客門上安裝門鈴外，車內也有輪椅空間和無障礙盥洗室。裝有一部AU720型空調機，採用R-407C冷媒。第三批次以後安裝有靜止形逆變器（SIV）作為輔助電源，提高了燃油效率。
驅動系統
裝配一台小松直列6缸柴油發動機SA6D140HE-2（450PS），配有共軌燃油噴射系統，為JR集團首次採用。與1000型柴聯車相比，氮氧化物（NOx）排放量減少約 60%。
轉向架
使用無枕樑轉向架，動力轉向架為2軸驅動的 S-DT65 型，無動力轉向架則為 S-TR65 型，有軸箱支撐裝置並採用錐形層壓橡膠，降低轉向架側梁中心高度以降低低車高。配有空氣彈簧，基本軔機為踏面摩擦式。
軔機
軔機為與1000型一樣的電動指令型，因此無法與僅有自動空氣軔機的國鐵時期柴油客車（如KiHa 58系）聯結。引擎剎車與排氣煞車的操作啟動速度比傳統類型更快，也改進了引擎剎車的控制方式，以減少在初啟動排氣煞車時的黑煙產生。
室内設備
橫排座椅與5000型電聯車類似，也是JR四國柴聯車中首先採用。乘客門附近有一個輔助座椅。內裝使用8000型電聯車（更新車）的木紋面板。出入口有藍色防滑墊。
由於1-6批次車的座位是2+2配置的可轉換方向橫排座椅，車內通道寬度比1000型窄，進行單人操作時後車門上車、前車門下車，假如車內擁擠，會造成乘客在車內移動的困難。第七批次以後改為長條座椅和可轉換方向橫排座椅交錯排列。
其它設備
雖然相容於1000型，但本型車使用的密着連結器附有電氣連結器，如果要與1000型聯結，考慮到1000型使用的小型密接自動連結器，需進行相應修改。
本型車為單人操作設計，裝有整理券出票機、票價顯示器、付費箱。駕駛座的監控裝置可設定各種裝置，與1000型相比，大大簡化了出發前的準備工作。票價顯示器採用一般公車使用的機種但稍有變動。由於本型車在高德線、牟岐線、德島線等線行駛直通列車，顯示幕設定也做了調整，以便顯示直通區間的所有車站。在JR 四國車輛中首先採用觸控顯示器，時刻表的照明採用白色 LED 照明，提高了可視性與可維護性。控制手柄為類似5000型電聯車的橫軸雙槓桿式。
- 1500型的內裝
（2007年3月25日 / 高徳線 引田）
- 1500型（左）與1000型（右）
聯結器形狀不同
（2006年5月13日 / 徳島）
- 與1200型聯結
（2007年5月3日）
- 1500型的車號
（2012年4月8日）

## 設計（第七至第八批次）
2013年由近畿車輛製造了第七批次的兩輛車（1566、1567），有重大改變。本批車輛也是近畿車輛從Kiha 81 1-3 以後，53年以來所製造的第一輛在日本使用的柴油客車，也是JR四國從7000型電聯車以後，首次使用近畿車輛製造的列車。
外觀
基本構造大致相同，但前端造型方面，前窗底部加上了翼形斜面，前窗玻璃為平面設計。塗裝原為若葉色的鋼製部分改為銀色，車身配色也改為綠松石色。裙邊和前窗的形狀也有變化，前端右側排障器寫有車輛編號，車身也加上了公司名稱，側面還加上了「Ecology Diesel Train 1500 series」等字樣。
內裝
除了常規的木紋配色外，還使用了白色。地板改成灰色。出入口藍色防滑墊改成黃色以提升注意，並在門楣底部新安裝了一個紅色LED燈作為開關門指示。座椅除了綠色絨面的可轉換方向橫排座椅外，也加上了長條座椅，在不影響座位數目的情形下擴大車內空間。優先座位的絨布是藍色，標記為帶有孕婦標記的新設計。本批次車也是 JR 四國首次使用 LCD 式票價顯示器，安裝在原來的旅客訊息顯示幕位置。兩人操作時省略票價表顯示，僅顯示下一停車站相關訊息。
第八批次車
2014年1月，新潟車輛製造的兩輛新車（1568、1569）。外觀與第3-6批次相似，但內裝與第7批次幾乎相同。

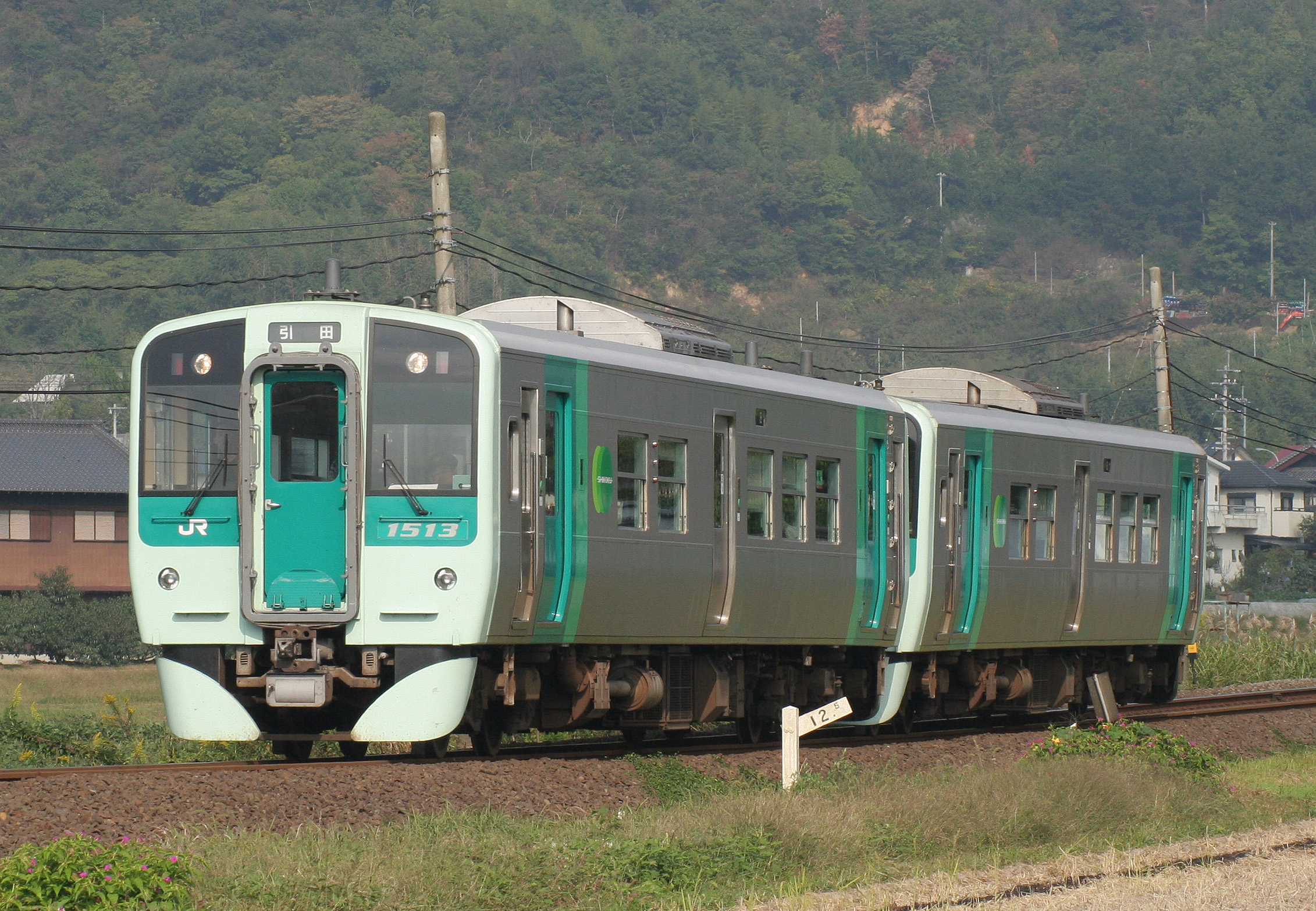
第2批次車 （2008年10月18日 / 高德線Orange Town站 - 造田）
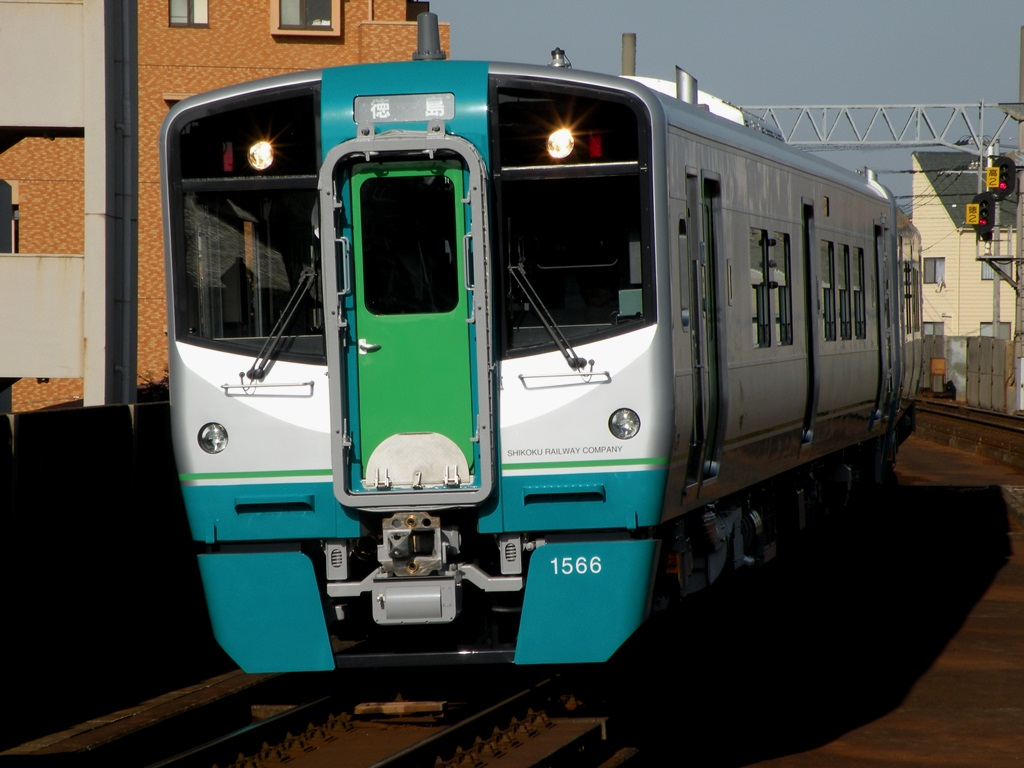
第7批次車1566號 （2013年3月 / 佐古站）
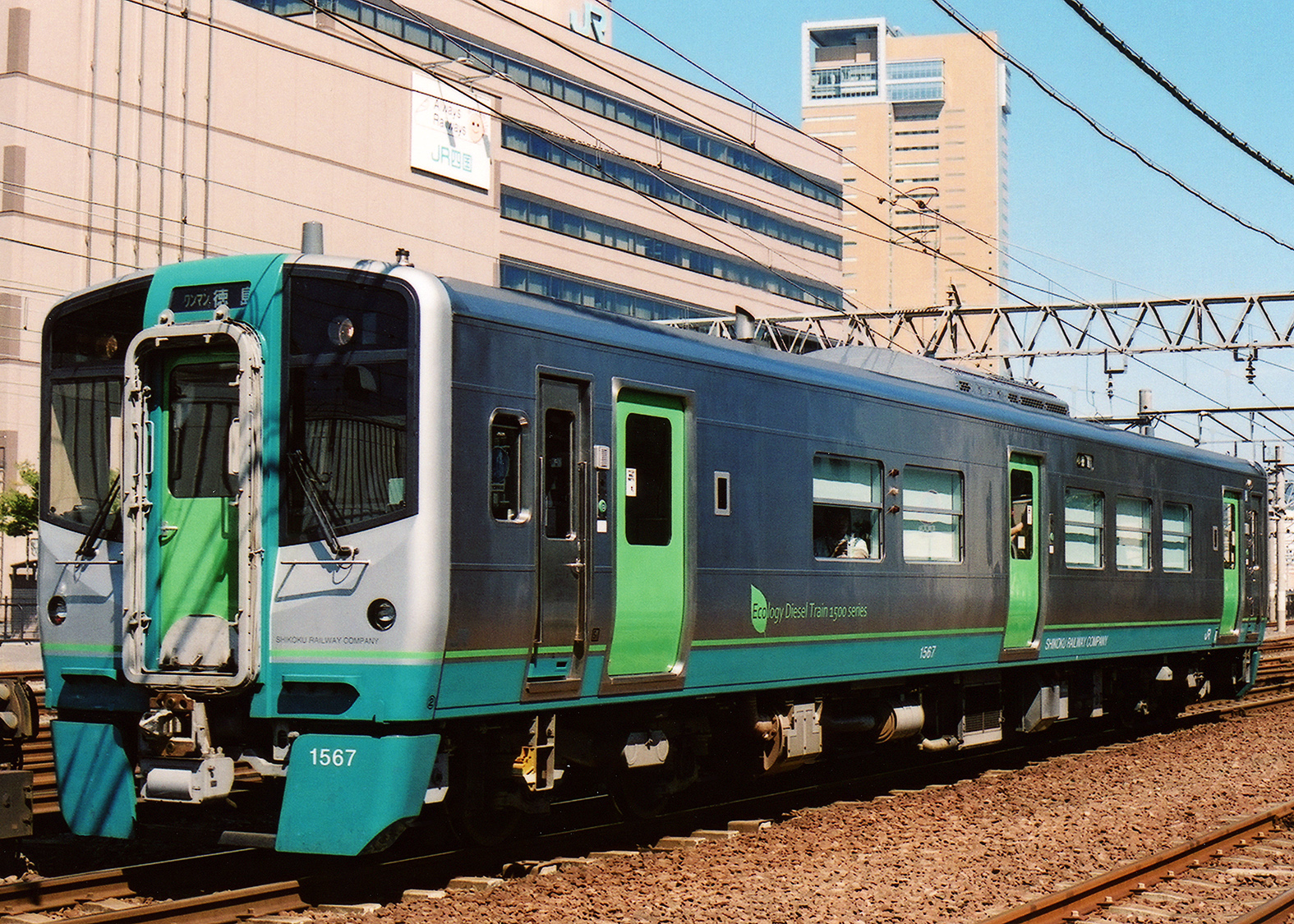
第7批次車1567號 （2013年 / 高松站附近）
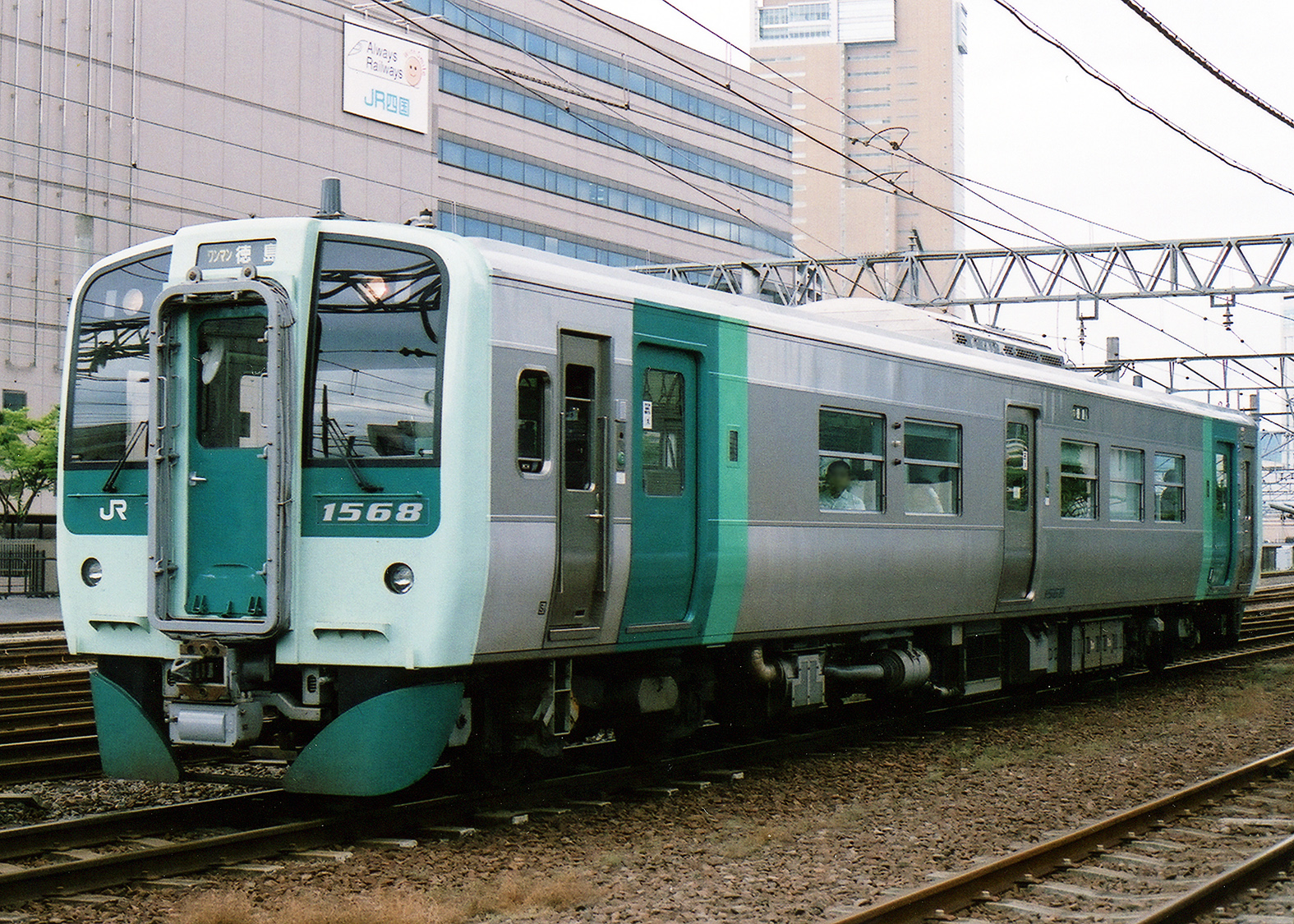
第8批次車 1568號（2014年5月 / 高松站附近）
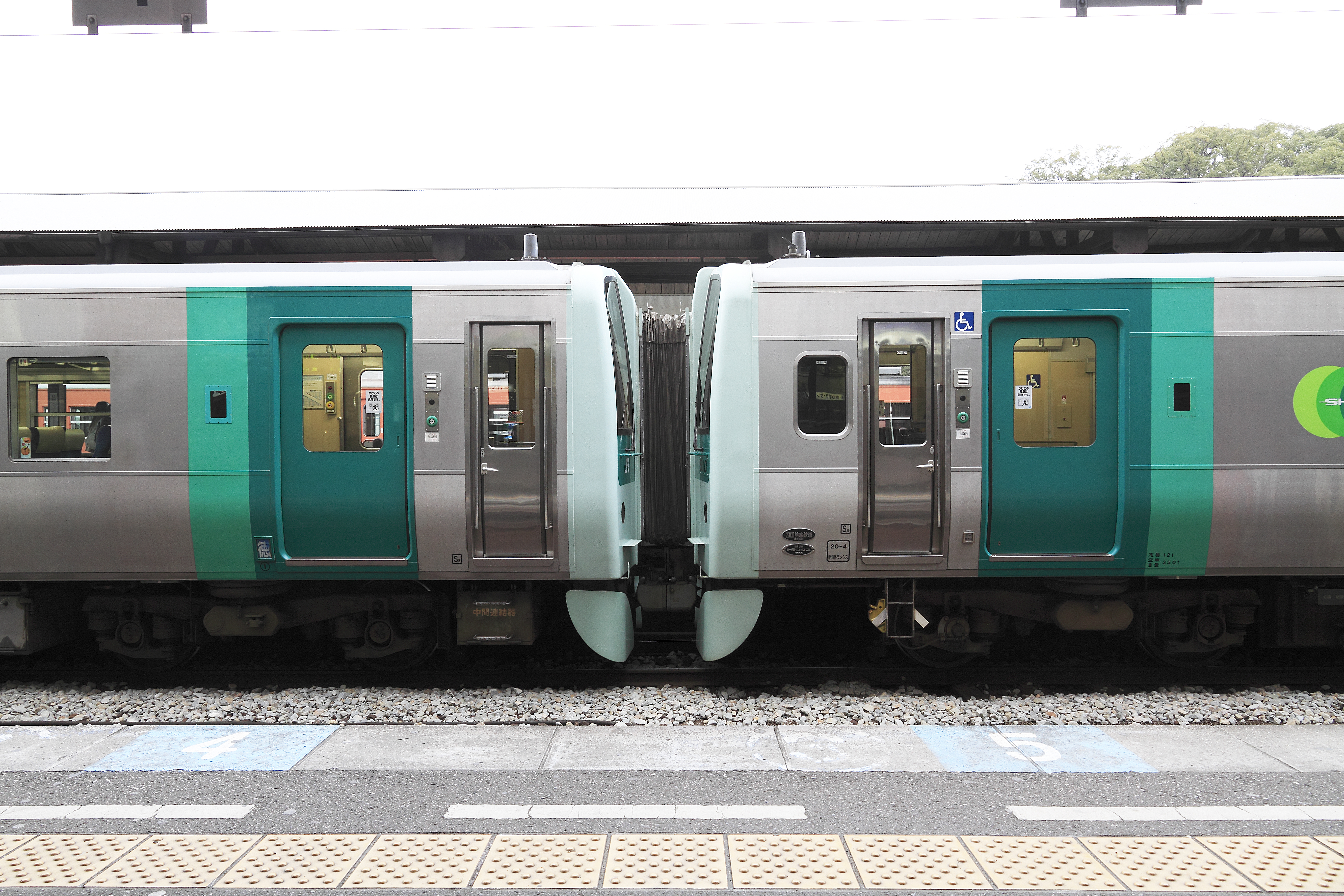
左方為第1批次（1506），右方是第2批次車（1510）（2012年1月15日 / 徳島）

## 營運
本型車行駛於下列路線。
- 高德线
- 德岛线
- 牟崎线

## 車輛製造廠
| 批次 | 车号      | 制造商   | 建立日期  |
| ---- | --------- | -------- | --------- |
| 1    | 1501-1508 | 新潟运输 | 2006年5月 |
| 2    | 1509-1515 | 新潟运输 | 2008年4月 |
| 3    | 1551      | 新潟运输 | 2009年1月 |
| 4    | 1552-1557 | 新潟运输 | 2010年1月 |
| 5    | 1558-1563 | 新潟运输 | 2011年1月 |
| 6    | 1564-1565 | 新潟运输 | 2012年1月 |
| 7    | 1566-1567 | 近畿車輛 | 2013年1月 |
| 8    | 1568-1569 | 新潟运输 | 2014年1月 |

## 内裝
截至2012年1月，乘客座位配置為2 + 2並排的翻背椅。 从2013年开始製造的車輛座椅配置，則為横向座椅與縱向長條椅混合。

## 历史
1500系於2006年5月25日开始运行。
自2013年3月16日時刻表修訂後，第七批製造的1566和1567號車投入使用。